# Hemsbach
Hemsbach település Németországban, azon belül Baden-Württembergben. Lakosainak száma 11 884 fő (2023. december 31.).

## Népesség
A település népessége az elmúlt években az alábbi módon változott:
| Lakosok száma | 4772 | 7252 | 13 105 | 12 948 | 12 479 | 12 783 | 12 399 | 12 285 | 11 896 | 11 884 |
|               | 1961 | 1967 | 1974   | 1980   | 1987   | 1993   | 2000   | 2006   | 2013   | 2023   |